# Distrito de Hugli
Pronunciação
Hugli (em bengali:  হুগলী জেলা) é um distrito da Índia no estado de Bengala Ocidental. Código ISO: IN.WB.HG.
Compreende uma superfície de 3 149 km².
O centro administrativo é a cidade de Hugli-Chuchura.

## Demografia
Segundo censo 2011 contava com uma população total de 5520389 habitantes, dos quais 2 701 289 eram mulheres e 2 819 100 homens.

## Localidades
- Bansberia